# Iwogumoa
Iwogumoa is een geslacht van spinnen uit de  familie van de Amaurobiidae (nachtkaardespinnen).

## Soorten
- Iwogumoa acco (Nishikawa, 1987)
- Iwogumoa dicranata (Wang et al., 1990)
- Iwogumoa ensifer (Wang & Ono, 1998)
- Iwogumoa illustrata (Wang et al., 1990)
- Iwogumoa insidiosa (L. Koch, 1878)
- Iwogumoa interuna (Nishikawa, 1977)
- Iwogumoa longa (Wang, Tso & Wu, 2001)
- Iwogumoa montivaga (Wang & Ono, 1998)
- Iwogumoa nagasakiensis Okumura, 2007
- Iwogumoa pengi (Ovtchinnikov, 1999)
- Iwogumoa porta Nishikawa, 2009
- Iwogumoa songminjae (Paik & Yaginuma, 1969)
- Iwogumoa taoyuandong (Bao & Yin, 2004)
- Iwogumoa tengchihensis (Wang & Ono, 1998)
- Iwogumoa xieae Liu & Li, 2008
- Iwogumoa xinhuiensis (Chen, 1984)
- Iwogumoa yaeyamensis (Shimojana, 1982)
- Iwogumoa yushanensis (Wang & Ono, 1998)